# Arcul de Triumf
Arcul de Triumf er en triumfbue i den nordlige del af den rumænske hovedstad Bukarest på Kiseleff Vej.
Den første triumfbue i træ blev bygget i hast efter Rumæniens uafhængighed i 1878, så de sejrende tropper kunne marchere under den. En anden midlertidig bue blev bygget samme sted i 1922 efter første verdenskrig, men ødelagdes i 1935 for at gøre plads til den nuværende triumfbue, som blev indviet i september 1936.
Den er 27 meter høj og blev bygget efter planer af arkitekten Petre Antonescu. Dens grundplan er en rektangel på 25 x 11,50 m. De skulpturer, som facaden er dækket af, er lavet af berømte rumænske skulptører som Ion Jalea og Dimitrie Paciurea.
44°28′1.99″N 26°4′41.06″Ø / 44.4672194°N 26.0780722°Ø